# 毛谷黒龍神社
毛谷黒龍神社（けやくろたつじんじゃ）は、福井県福井市毛矢三丁目にある神社。旧郷社。社紋は三ツ葉葵。「毛谷黒竜神社」とも表記される。

## 概要
福井市の南西郊外に位置する足羽山の東麓に鎮座する。古より越前の暴れ川として知られた黒龍川（現在の九頭竜川）の守護神として、水を司る2柱の黒龍大神（高龗神と闇龗神）を祀る。即位前に同流域の治水工事を統率し、当社を創建した男大迹天皇（継体天皇）が崩御すると、その遺徳を景仰し、御霊が合祀される。
創建については「延喜式」神名帳に載る坂井郡の「毛谷神社」と比定され、当初は黒龍河畔に祀られた。九頭竜川河畔に近い福井市舟橋町にある黒龍神社は旧社地にあたる。神託により足羽山に遷座した際に、元鎮座の地「黒龍村」の名を併せて、現在の社名「毛谷黒龍神社」に改称する。麓一帯は元社名を取って「毛矢の里」と呼ばれる。平安時代以来、国土の守護を祈念して四方に配置された日本古来の四大明神（東の常陸国・鹿島大明神、西の安芸国・厳島大明神、南の紀伊国・熊野大権現、北の越前国・黒龍大明神）の一社ともされる。江戸時代の福井城下神宮寺町・毛矢町一帯の産土神でもあり、地元では「くろたつさん」と呼ばれ、親しまれている。近年はパワースポットとしても全国に紹介され、県内外から毎年多くの参拝客が訪れる。
境内社には、西宮恵比須大神・事代主大神・大市媛大神を祭神とする西宮恵比須神社、応神天皇を祭神とする石渡八幡神社、北ノ庄城内から移遷された神祠の立つ稲荷神社、笏谷石の石工の氏神を祀る白山神社がある。

## 祭神
- 高龗大神（） - 黒龍大明神[13]
- 闇龗大神（） - 白龍大明神[13]
- 男大迹天皇（） - 継体天皇[13]

由緒については、いくつかの伝承がある。
一説には、闇龗神を奉祈されたとあり、この神は龍神にましまし、雨を司る御神にして谷の龍神なりといわれ、旱天には雨乞い雨降らし、霖雨には天を晴らして五穀豊穣を祈らせ給う神なりという。

## 歴史
古代、男大迹王（後の継体天皇）が越前国に御在柱時、地の理に随って日野・足羽・黒龍の三大河の治水の大工事を行われ、越前平野を拓いた際に、北陸随一の大河であった黒龍川（九頭竜川）の守護と国家鎮護・産業興隆を祈願して、高龗神と闇龗神の二柱の御霊を高屋郷黒龍村毛谷の杜に創祀された。この儀により、黒龍大明神の信仰が創始され、現在まで連綿と受け継がれることとなる。黒龍川と黒龍村の名も、この黒龍大明神に由来すると記した史料が複数ある。
和銅元年（708年）9月20日、継体天皇の遺徳を景仰し、御霊を合祀された。
『越前国主記』によれば、いつごろか黒龍大明神は宮地を大口郷舟橋村に遷され、さらに川欠のため移遷した後、福井の木田山（現在の足羽山）に遷座したことが記されている。足羽山に遷座した後も、舟橋の御社は黒龍宮と崇め奉られている。
黒龍社記によれば、元徳元年（1329年）6月1日の神託により羽倉部祐海が善住山（現在の足羽山）に遷宮したと伝えられる。『太平記』巻二〇の「黒丸城初度軍事付足羽度々軍事」には、延元3年（1338年）5月2日、「一条ノ少将行実朝臣、五百余騎ニテ江守ヨリ押寄テ、黒竜明神ノ前ニテ相戦フ」との描写があり、この「黒龍明神」は当時既に足羽山に遷座されていた当社のことであると考えられる。
この宮は往古、近郊の大社であったが、永正年間に一向一揆の兵火に見舞われ、灰燼に帰した。
社伝によると、慶長8年（1603年）1月10日、藩祖結城秀康により福井藩の祈願所となり、元禄3年（1690年）に神殿を山上に引き上げて造営され、歴代藩主より越前鎮護の神として格別の篤い崇敬を受け、丁重に奉祀された。明治8年（1875年）12月10日、現在地に社殿が遷座された。
『越前国名蹟考』は、祭礼は3月7日・9月20日、別当は真言宗中台山宝塔院神宮寺（廃寺）と記している。
昭和52年（1977年）に創立1500年式年大祭を斎行し、稚児行列、餅まきその他の奉賛行事が行われた。
平成元年（1989年）、老朽化した社殿の第一期修改築事業に着手し、平成3年（1991年）に玉垣・参道敷設工事の完了をもって修改築事業を終える。

## 境内社
境内に鎮座する西宮恵比須神社は、慶長6年（1601年）に福井藩祖松平秀康が越前国主として入国する際に、商売繁盛の守護神として下総国結城郡結城（現茨城県結城市）に鎮座する西の宮より福井城下へ勧請され、初め城下夷町にあったが、寛文9年（1669年）の大火で類焼の後、外中島寺町を経て当社境内に遷座した。